# Molenvelden
De Molenvelden is een bosgebied in de Nederlandse provincie Noord-Brabant, gelegen tussen het dorp Knegsel en het gehucht Zandoerle.
Van dit bos bevindt ongeveer 60 hectare zich op het grondgebied van de gemeente Eersel en ongeveer 35 hectare behoort tot de gemeente Veldhoven.
Het bos wordt gekenmerkt door beukenlanen.
Sinds 1990 bevindt zich bij de Molenvelden een camping met dezelfde naam.
Oorspronkelijk, voordat in de twintigste eeuw het productiebos werd aangeplant, bestond dit gebied uit heidevelden. Op deze heide stond een windmolen, wat leidde tot de aanduiding Molenvelden.
Deze korenmolen was een banmolen: de inwoners van de omliggende dorpen Oerle, Wintelre, Knegsel en Zonderwijk waren verplicht hier hun graan te laten malen.
De molen was van het type standerdmolen en werd rond 1360 gebouwd op de locatie waar zich een knik bevindt in de gemeentegrens tussen Veldhoven en Eersel.
In 1462 werd de molen enkele honderden meters verplaatst naar het westen. De oude locatie, die bekend kwam te staan als de termeulenpael van Sandt Oers, werd gemarkeerd met een zware, blauwe grenssteen.
De oorspronkelijke steen werd in 1970 gestolen en in 1993 vervangen door een nieuwe steen.
De locatie waar de molen in 1462 naartoe werd verplaatst staat bekend als de Molenberg. Hier vond in 1990 archeologisch onderzoek plaats, waarbij de funderingsrestanten van de molen werden gemarkeerd.
In 1914 verhuisde de molen naar een locatie aan de Zandoerlese weg, waar deze uiteindelijk in 1932 werd gesloopt.
Het Huismeer is een laag gelegen akker, waar zich vroeger een ven bevond. Aan de oostzijde van het Huismeer ligt een heuvelrug met daarop enkele prehistorische grafheuvels uit het Neolithicum, de Bronstijd en de Vroege IJzertijd (ca. 2500-600 v. Chr.).